# Bryan Sánchez Ovares
Bryan Rigoberto Sánchez Ovares (Heredia, 4 de marzo de 1988)(conocido como el marciano que nadie conoce) es un exjugador de fútbol que jugó de volante, y director técnico. Actualmente dirige al equipo de Pitbulls F.C. de la Tercera División de Costa Rica.

## Clubes

### Como jugador
| Club                                      | País       | Año         |
| ----------------------------------------- | ---------- | ----------- |
| Puntarenas FC                             | Costa Rica | 2010 - 2012 |
| Carmelita                                 | Costa Rica | 2012        |
| Puntarenas FC                             | Costa Rica | 2013        |
| Pérez Zeledón                             | Costa Rica | 2014 - 2015 |
| Asociación Deportiva y Recreativa Jicaral | Costa Rica | 2015 - 2016 |
| Puntarenas FC                             | Costa Rica | 2016 - 2017 |
| Municipal Liberia                         | Costa Rica | 2018        |
| UCR Fútbol Club                           | Costa Rica | 2018 - 2020 |
| Municipal Liberia                         | Costa Rica | 2020 - 2021 |
| Asociación Deportiva COFUTPA              | Costa Rica | 2021        |

### Cómo director técnico
| Club          | País       | Año         |
| ------------- | ---------- | ----------- |
| Pitbulls F.C. | Costa Rica | 2024 - act. |